# Igor Armaș
Igor Armaș (Chișinău, 14 luglio 1987) è un calciatore moldavo, difensore del Voluntari.